# Xbox Series X
Xbox Series X er en kommende spillekonsol udviklet af Microsoft. Den blev annonceret under E3 2019 som "Project Scarlett" og er skemalagt til at skulle udkomme sent i 2020.
Konsollen er en af den planlagte fjerde generation af Xbox-hardware familien, samt efterfølger til den nuværende Xbox One, og forventes at have forbedret hardware for højere skærmopløsning og frame-rate samt reducerede load-tider. Microsoft planlægger at udgive konsollen i en blød transition fra deres Xbox One-konsol, Xbox Series X forventes derfor at være 100% kompatibel med alle spil, controllere og tilbehøre der fungere på Xbox One, samt udvalgte Xbox 360- og Xbox-spil. Yderligere, planlægger Microsofts egen interne Xbox Game Studios, ikke at udsende eksklusive titler til Xbox Series X fra starten, men vil i stedet producere titler der fungere både på Xbox One og Xbox Series X, hvor nogle titler vil have forbedrende funktioner på den nye konsol.

Opdatering:
Xbox series X er en spillekonsol udgivet i 2020, og er Microsofts største konsolprojekt til dag. Den kæmper lige nu imod Playstation 5 om at være  den mest dominerende konsol på markedet. 